# Вила Гвидоти (Терамо)
Вила Гвидоти (итал. Villa Guidotti) је насеље у Италији у округу Терамо, региону Абруцо.
Према процени из 2011. у насељу је живело 27 становника. Насеље се налази на надморској висини од 293 м.